# Bazylika w Egerze
Bazylika w Egerze (węg. Szent János apostol és evangélista, Szent Mihály főangyal, Szeplőtelen Fogantatás főszékesegyház bazilika, Bazylika archikatedralna św. Jana Apostoła i Ewangelisty, św. Michała Archanioła i Niepokalanego Poczęcia Najświętszej Maryi Panny) – główna świątynia archidiecezji jagierskiej na Węgrzech. Mieści się przy ulicy Eszterházy tér.
Została wzniesiona w latach 1831–1837 przez Józsefa Hilda na zlecenie arcybiskupa Jánosa László Pyrkera. Bryła świątyni jest monumentalna, wejście do niej jest ozdobione wspaniałymi rzeźbami świętych: Stefana, Władysława, Piotra i Pawła – dzieło włoskiego rzeźbiarza Marca Casagrande. Kopuła katedry jest bogato zdobiona i wysoka na 40 metrów. Elewacja jest podtrzymywana przez wysokie na 17 metrów korynckie kolumny. Wewnątrz znajdują się prace J.L. Kackera.